# Кубок Шотландії з футболу 1903—1904
Кубок Шотландії з футболу 1902–1903 — 31-й розіграш кубкового футбольного турніру у Шотландії. Титул вчетверте здобув Селтік.

## Перший раунд
| Команда 1                    | Рахунок | Команда 2                 |
| ---------------------------- | ------- | ------------------------- |
| 16 січня 1904                |         |                           |
| Грінок Мортон (1)            | 8:1     | Сикс ГРВ (-)              |
| 23 січня 1904                |         |                           |
| Аберкорн (2)                 | 2:2     | Максвелтаун Волунтірс (-) |
| Альбіон Роверз (2)           | 2:1     | Кілвінінг Едлінгтон (-)   |
| Аллоа Атлетік (-)            | 2:1     | Абердин (-)               |
| Ейр (2)                      | 0:2     | Сент-Міррен (1)           |
| Селтік (1)                   | +:-     | Стенлі (-)                |
| Клайд (2)                    | 2:2     | Арброт (-)                |
| Данді (1)                    | 3:0     | Квінз Парк (1)            |
| Гіберніан (1)                | 2:1     | Ейрдріоніанс (1)          |
| Мотервелл (1)                | 2:1     | Партік Тісл (1)           |
| Нітсдейл Вондерерс (-)       | 2:2     | Кілмарнок (1)             |
| Порт-Глазго Атлетік (1)      | 1:2     | Літ Атлетік (2)           |
| Рейнджерс (1)                | 3:2     | Гарт оф Мідлотіан (1)     |
| Сент-Бернардс (2)            | 1:1     | Вест Колдер Свіфтс (-)    |
| Сент-Джонстон (-)            | 2:0     | Гартс оф Біз (-)          |
| Терд Ланарк (1)              | +:-     | Ньютон Стюарт (-)         |
| 30 січня 1904 (перегравання) |         |                           |
| Максвелтаун Волунтірс (-)    | 1:1     | Аберкорн (2)              |
| Арброт (-)                   | 4:0     | Клайд (2)                 |
| Кілмарнок (1)                | 1:1     | Нітсдейл Вондерерс (-)    |
| Вест Колдер Свіфтс (-)       | 3:3     | Сент-Бернардс (2)         |
| 6 лютого 1904 (перегравання) |         |                           |
| Аберкорн (2)                 | 2:1     | Максвелтаун Волунтірс (-) |
| Кілмарнок (1)                | 2:1 дч  | Нітсдейл Вондерерс (-)    |
| Сент-Бернардс (2)            | 2:0     | Вест Колдер Свіфтс (-)    |

## Другий раунд
| Команда 1                     | Рахунок | Команда 2          |
| ----------------------------- | ------- | ------------------ |
| 6 лютого 1904                 |         |                    |
| Гіберніан (1)                 | 1:2     | Рейнджерс (1)      |
| Літ Атлетік (2)               | 3:1     | Мотервелл (1)      |
| Грінок Мортон (1)             | 2:0     | Арброт (-)         |
| Сент-Бернардс (2)             | 0:4     | Селтік (1)         |
| Сент-Міррен (1)               | 4:0     | Сент-Джонстон (-)  |
| Терд Ланарк (1)               | 3:1     | Аллоа Атлетік (-)  |
| 13 лютого 1904                |         |                    |
| Данді (1)                     | 4:0     | Аберкорн (2)       |
| Кілмарнок (1)                 | 2:2     | Альбіон Роверз (2) |
| 20 лютого 1904 (перегравання) |         |                    |
| Альбіон Роверз (2)            | 0:1     | Кілмарнок (1)      |

## Чвертьфінали
| Команда 1                     | Рахунок | Команда 2         |
| ----------------------------- | ------- | ----------------- |
| 20 лютого 1904                |         |                   |
| Селтік (1)                    | 1:1     | Данді (1)         |
| Літ Атлетік (2)               | 1:3     | Грінок Мортон (1) |
| Сент-Міррен (1)               | 0:1     | Рейнджерс (1)     |
| 27 лютого 1904                |         |                   |
| Терд Ланарк (1)               | 3:0     | Кілмарнок (1)     |
| 27 лютого 1904 (перегравання) |         |                   |
| Данді (1)                     | 0:0     | Селтік (1)        |
| 5 березня 1904 (перегравання) |         |                   |
| Селтік (1)                    | 5:0     | Данді (1)         |

## Півфінали
| Команда 1       | Рахунок | Команда 2         |
| --------------- | ------- | ----------------- |
| 5 березня 1904  |         |                   |
| Рейнджерс (1)   | 3:0     | Грінок Мортон (1) |
| 19 березня 1904 |         |                   |
| Селтік (1)      | 3:0     | Терд Ланарк (1)   |

## Фінал
| 16 квітня 1904 15:00 (CET) |

| Селтік (1) | 3:2      | Рейнджерс (1) |
| ---------- | -------- | ------------- |
| Квінн (3)  | Протокол | Спіді (2)     |

| Гемпден-Парк, Глазго Глядачів: 64 323 |